# Стожаров, Иван Андреевич
Иван Андреевич Стожаров (11.09.1872 — 1947) — генерал-майор инженерно-технической службы, участник Великой Отечественной войны.

## Биография
Стожаров И. А. родился 11 сентября 1872 года в городе Самара.
Иван Андреевич был призван в Красную армию 1 марта 1924 года.
Во время Великой Отечественной войны он служил в Военно-транспортной академии имени Л М. Кагановича. Стожаров имел звание генерал-майора инженерно-технической службы с 31 марта 1943 года, был награждён медалью «За победу над Германией в Великой Отечественной войне 1941–1945 гг.» и орденом Красного Знамени.
Он был профессором и специалистом по машиностроению. Заведовал кафедрой деталей машин в Ленинградском политехническом институте (ныне - Санкт-Петербургский политехнический университет Петра Великого).

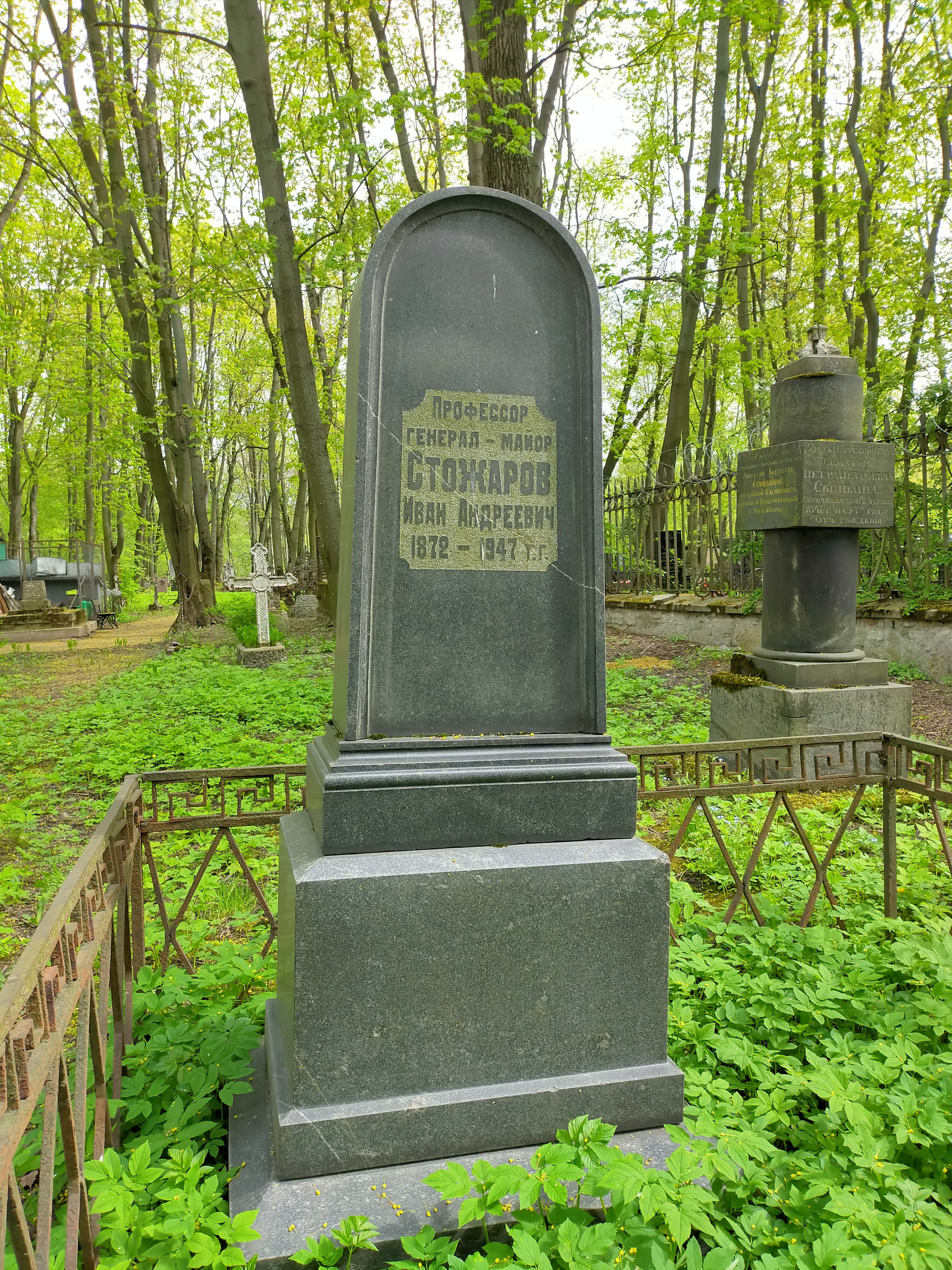
Могила И. А. Стожарова на Литераторских мостках

Стожаров И. А. умер в 1947 году. Похоронен на Литераторских мостках.

## Основные работы
- Сопротивление материалов: Курс Арт. акад. Р.К.К.А. / И. А. Стожаров ; Арт. акад. Р.К.К.А. - Ленинград: [б. и.], 1924.

## Награды
- Орден Красного Знамени (03.11.1944)[4]
- Медаль «За победу над Германией в Великой Отечественной войне 1941—1945 гг.» (22.09.1945)[5]